# Primeira Guerra Macedônica
A Primeira Guerra Macedônica (português brasileiro) ou Primeira Guerra Macedónica (português europeu) foi a primeira das guerras romano-macedônicas, travada entre 214 a.C. e 205 a.C. e provocada pela aproximação entre Filipe V da Macedônia e Aníbal, o general cartaginês que lutava contra Roma na Segunda Guerra Púnica.
Inicialmente Filipe tomou a iniciativa, construiu uma frota e tentou tomar o controle da Ilíria com o objetivo de montar uma base de operações a partir da qual poderia lançar uma invasão da Itália. Com o objetivo de impedir a aliança das forças macedônio-púnicas em território italiano, a República Romana firmou uma aliança com a Liga Etólia, o Reino de Pérgamo para manter o monarca macedônio ocupado em seu próprio território defendendo-se dos ataque dos seus vizinhos.
Após a vitória de Roma sobre Cartago e a perda do apoio da Liga Etólia, o senado concordou em assinar um tratado de paz na cidade de Fenice - conhecido como a "Paz de Fenice" - em 205 a.C.. O tratado acabou com o conflito entre romanos e macedônios, reconheceu a hegemonia da Ilíria a Filipe — exceto certas cidades costeiras — com a condição de que ele desistisse de apoiar os cartagineses em sua luta contra os romanos. A paz não foi duradoura, e Macedônia e Roma voltariam a enfrentar-se novamente em várias ocasiões no século seguinte.

## Prelúdio
No fim do século III a.C., a decadência dos estados helenísticos clássicos fez com que os etólios se unissem e criassem a Liga Etólia. Aproveitando a debilidade dos estados vizinhos, a Liga expandiu-se em todas direções, chegando a dominar Delfos e configurando-se como a segunda potência grega, atrás apenas do Reino da Macedônia. Coincidindo com uma época de enorme instabilidade política, a Liga Etólia iniciou uma belicosa política expansionista, conquistando a importante região da Ambrácia aos epirotas, e confrontando a Liga Aqueia; estas ações desafiaram a supremacia macedônica na Grécia, o que causou um conflito com a Macedônia que terminou com a derrota dos etólios. 

### Intrigas na corte macedônia

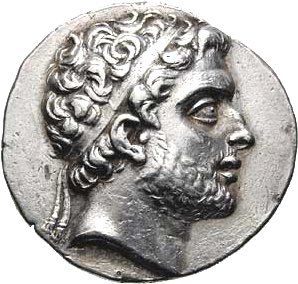
Filipe V da Macedônia

O começo da Segunda Guerra Púnica entre Roma e Cartago, que tomou completamente o foco dos romanos, alimentou as ambições de Filipe V da Macedônia, que sonhava em expandir os seus territórios para oeste. Segundo Políbio, a influência de Demétrio de Pharos, um dos conselheiros do monarca e um inimigo de Roma desde a Segunda Guerra Ilírica (219 a.C.), causou o conflito entre Filipe e Roma.
Ao término da Primeira Guerra Ilírica, os romanos deram a Demétrio a oportunidade  de aceder ao poder na Ilíria. Porém, Demétrio violou o acordo com os romanos, provocando um novo conflito. O comandante romano, Lúcio Emílio Paulo, venceu Demétrio, que teve de fugir para a corte do monarca macedônio a fim de salvar a sua própria vida.
Neste ínterim, a Macedônia estava envolvida num conflito contra o seu inimigo natural, a Liga Etólia. Quando o monarca teve notícias da vitória de Aníbal no Lago Trasimeno (217 a.C.), Filipe se aconselhou com Demétrio. O antigo aliado dos romanos recomendou-lhe reconciliar-se com a Liga Etólia para estabilizar as suas fronteiras e iniciar uma invasão da Ilíria e da Itália. Segundo Políbio, estas foram as palavras de Demétrio:
| “ | Para que Grécia se incline perante teu poder para sempre, os habitantes da Aqueia por um afeto verdadeiro e os etolianos, por um temor inspurado pelo resultado desta guerra. Itália e a tua travessia são o primeiro passo para a instituição de um império universal. Agora é o momento de agir, enquanto os romanos ainda estão lambendo suas feridas. | ” |

Convencido pela eloquência do seu assessor, Filipe começou as disposições militares pertinentes.

### Paz com a Etólia
Filipe, após ser convencido por Demétrio, iniciou as negociações de paz com Etólia. O encontro entre Filipe e os líderes etólios aconteceu em Naupato, onde se redigiu um tratado de paz entre a Macedônia e a Liga Etólia. Segundo Políbio, o líder etoliano Agelau de Naupato falou desta maneira em favor da paz:
| “ | O melhor que poderiam ter feito os gregos foi unir-se e não se combaterem entre si, é preciso agradecer aos deuses que tenham falado com uma só voz e se unido para repelirem os ataques dos bárbaros e salvarem-se a si próprios e as suas cidades. Mas se não o cremos impossível, agora mesmo devemos unirmo-nos e formar um vasto exército para assumirmos a guerra no oeste. É evidente que se os cartagineses vencerem os romanos ou os romanos, os cartagineses, o vencedor não ficará satisfeito com as posses da Sicília e da Ilíria. Devemos nos adiantar aos acontecimentos e enfrentar a esta perigosa situação na tua pessoa, ó Rei!. Deves abandonar a política de debilitamento dos gregos para não cair como uma presa fácil do invasor, defendendo toda a Grécia por igual como se tudo fosse já parte dos teus domínios. Se atuas desta maneira, os gregos tornar-se-ão os mais cálidos amigos e os mais fiéis aliados que te ajudarão em quaisquer das tuas empresas. Deves empreendê-lo com entusiasmo e dirigir a tua visão para o oeste e centrar os teus pensamentos nas guerras italianas. Aguarda friamente o transcurso dos acontecimentos e escolhe o momento adequado para iniciar a viagem para a dominação mundial. Devemos adiar os nossos conflitos para garantir a tranquilidade na nossas fronteiras. | ” |

### Construção da frota
Filipe construiu uma frota de cem navios militares e treinou seu exército (217 a.C.—216 a.C.). Políbio conta que o vigor com o que monarca se entregou a esta tarefa não tinha precedentes entre os seus predecessores. A Macedônia não dispunha de recursos suficientes para construir e manter uma frota da qualidade necessária para enfrentar a dos romanos. Segundo Políbio, Filipe não esperava ter que enfrentar os romanos no mar, talvez devido à sua própria falta de experiência.
Mesmo assim, foram construídos um considerável número de lembis, pequenas e rápidas galés utilizadas pelos habitantes da Ilíria com capacidade de transportar cinquenta soldados mais os tripulantes. Contudo, ele esperava evitar a frota romana, que certamente tentaria impedir um encontro com a frota cartaginesa de Aníbal, baseada em Lilibeu, a oeste da Sicília.
Filipe, além disso, expandiu os seus territórios para oeste, cruzando os vales dos rios Apso e Genuso, chegando à fronteira da Ilíria. Seu plano era tomar a costa ilíria conquistando toda a região até a Macedônia e usar o novo território para transportar os reforços rapidamente até a Itália.
No começo do verão, Filipe e a sua frota partiram da Macedônia navegando através do Estreito de Euripo, entre a Eubeia e a Beócia, sempre em território grego, rodeando o Cabo Maleia. Antes de cruzarem o largo entre as ilhas de Cefalônia e Leucas, Filipe aguardou notícias sobre a posição da frota romana; o relato viria de Lilibeu e chegaria à cidade de Apolônia (Ilíria).
Porém, quando a frota macedônica estava fundeada na ilha de Sazan, Filipe foi informado do avistamento de quinquerremes em Apolônia. Convencido de que a frota romana marchava estava ali para capturá-lo, Filipe ordenou a retirada imediata para Cefalônia. Políbio descreveu a fuga da frota macedônia como "um exemplo de pânico e desordem". Por outro lado, os romanos haviam enviado apenas dez navios para avaliar o que consideravam uma "alarme injustificado". Filipe deixara escapar uma boa oportunidade de tomar Ilíria e teve de regressar para Macedônia; embora não tenha perdido nenhum navio, acabou voltando ao seu reino com uma considerável desonra.

### Aliança macedônio-cartaginesa
Quando chegou a notícia à corte de Filipe da esmagadora vitória de Aníbal na Batalha de Canas, o rei enviou mensageiros ao acampamento de Aníbal na Itália com uma proposta de aliança. Concluiu-se no verão de 215 a.C. um tratado de amizade que prometia apoio militar mútuo contra os inimigos (exceto se forem aliados do outro). Especificamente prometia-se o apoio mútuo na guerra contra Roma: Aníbal devia assinar uma paz com Roma sem incluir Filipe, mas Roma devia ser forçada a ceder Corfu, Apolônia, Epidamno, a ilha de Faros, Dimale, Partínia e Atintânia aos macedônios. Além disto, devia ser restaurado Demétrio no trono de Faros.
Quando voltou para a Macedônia, os embaixadores de Filipe e os embaixadores de Aníbal foram capturados por Públio Valério Flaco, comandante da frota romana que patrulhava o sul da costa de Apúlia. Uma carta de Aníbal a Filipe e os termos do tratado entre ambos foram descobertos pelos romanos.
A notícia da aliança entre Filipe e Cartago foi um grande golpe para Roma. Foram enviados imediatamente 25 barcos para unirem- se à patrulha de Flaco e um número igual de navios para patrulhar a costa Adriática perto de Taranto numa tentativa de frear os impulsos expansionistas de Filipe, reduzindo o seu campo de operações à própria Macedônia e encerrando-o progressivamente no seu próprio território.

## Primeira Guerra Macedônica

### Guerra na Ilíria
No fim do verão de 214 a.C., Filipe tentou novamente conquistar a Ilíria por mar com uma frota de 120 lembi. Ele capturou Orico, pouco defendida, navegou pelo rio Aoo (moderno Vjosë) e cercou Apolônia.
Enquanto isso, os romanos enviaram uma frota de Taranto para Brundísio para vigiar os movimentos de Filipe com uma legião de apoio sob o comando do propretor Marco Valério Levino. Levino desembarcou nas imediações de Orico e retomou-a facilmente após um rápido combate.
Segundo Lívio, Levino, quando soube do cerco de Apolônia, enviou 2 000 homens sob o comando de Quinto Névio Crista para que auxiliar a cidade. Atravessando o exército de Filipe, Quinto Névio Crista e o seu exército conseguiram entrar na cidade sem serem vistos. Na noite seguinte, Crista capturou o exército de Filipe e cercou seu acampamento. Filipe escapou com os seus barcos e regressou para a Macedônia, deixando uma boa parte da sua frota, que foi queimada, e dos seus homens que seriam mortos ou feitos prisioneiros. Levino passou o inverno em Orico.
Após a frustrada invasão da Ilíria por via marítima e agora bloqueado pela frota de Lavino, fundeada no Adriático, Filipe passou os dois anos seguintes (213 a.C.—212 a.C.) realizando incursões na Ilíria por via terrestre. Guardando a costa, Filipe tomou as populações de Atintânia e Dimales e subjugou as tribos ilíricas dos dassaretas, dos partinos e, finalmente, dos ardieus do sul.
Filipe finalmente conseguiu acesso ao Adriático ao capturar Lissos, cuja cidadela era considerada inexpugnável. A vitória fez com que os territórios adjacentes se rapidamente se rendessem. A captura de Lissos reavivou as esperanças de Filipe de conquistar Itália, mas a perda da frota, da qual tanto dependia, tornara esta conquista quase impossível.

### Aliança na Grécia
Visando deter o que parecia ser uma iminente invasão de Filipe a Itália ou a Ilíria, os romanos buscaram aliados entre os gregos a fim de desestabilizar as fronteiras da Macedônia e obrigar o rei macedônico a se defender em seu próprio território.
Levino explorou a possibilidade de chegar a um tratado de amizade com a Liga Etólia (212 a.C.), que havia assinado uma paz com os macedônios em Naupato em 217 a.C.. Decorridos cinco anos, os etólios já haviam se recuperado das perdas causadas na guerra anterior e estavam preparados mais uma vez para se levantarem contra seus inimigos tradicionais, os macedônios.
Em 211 a.C., uma assembleia etoliana reuniu-se para negociar com Roma. Levino assinalou astutamente a recente captura de Siracusa (214–212 a.C.) e Cápua (211 a.C.), importantes avanços romanos na guerra contra Aníbal, como prova da capacidade militar de Roma. Firmou-se então um tratado de aliança entre Roma e a Liga Etólia com o fim de combater conjuntamente aos macedônios. Os etolianos dirigiriam as operações por terra, enquanto os romanos o fariam por mar. O tratado estipulava ademais alianças com outros membros da Liga: Élis, Esparta, Messênia, com Átalo I, do Reino de Pérgamo e com mais dois clientes de Roma, os chefes ilírios Pleurato e Scerdilaidas.

### Campanha na Grécia
Depois do verão, Levino conquistou a principal cidade de Zacinto (exceto a cidadela), a cidade de Oeníadas na Acarnânia e a ilha de Naxos, na qual comandou as forças etolianas. Em seguida, ele levou sua frota para Corfu para passar o inverno.
Quando soube da aliança entre Roma e a Liga Etólia, Filipe apressou-se em assegurar a sua fronteira norte. Realizou incursões na Ilíria, Orico e Apolônia e tomou a cidade fronteiriça de Síntia, na Dardânia. Filipe marchou rapidamente para o sul passando pela Pelagônia, Linceste, Botieia e Tempe, voltou para norte outra vez e atacou a Trácia e a importante cidade de Janforina antes de retirar-se para a Macedônia.
Assim que chegou, Filipe recebeu uma petição desesperada de seus aliados acarnianos. O estratego etoliano Escópas havia mobilizado o exército etoliano e preparava a invasão de Acarnânia. Desesperados e cercados, mas determinados a resistir, os acarnianos enviaram suas mulheres, crianças e anciãos para o Epiro e marcharam para a fronteira para defender seu território. Ao saber da determinação dos acarnianos, os etolianos vacilaram e, quando souberam da chegada de Filipe, abandonaram definitivamente a invasão. Depois disto, Filipe retirou-se para Pela para passar o inverno.
Na primavera de 210 a.C., Levino partiu de Corfu com a sua frota e, com os etolianos, conquistou Anticira Fócia. Roma escravizou a população e a Liga Etólia apropriou-se do território conquistado.
Embora os gregos tivessem ressalvas em relação a Roma e seus métodos, a coligação contra Filipe continuou crescendo. Uniram-se a ela Pérgamo, Élis e Messênia, seguidos por Esparta. A frota romana, unida à de Pérgamo, controlava os mares, e a Macedônia e os seus aliados estavam bloqueados por terra pelos demais integrantes da coligação anti-macedônica. A estratégia romana de semear a discórdia entre os gregos na própria Grécia e impedir que os macedônios passassem para a Itália ou a Ilíria estava dando resultado. Quando Levino voltou a Roma para tomar posse do seu consulado, informou sem temor ao senado que a legião enviada contra Filipe estava completamente segura.
Contudo, os demais componentes da coligação permaneceram passivos em 210 a.C., tempo que Filipe aproveitou para continuar suas incursões. Após um duro cerco, Filipe tomou Équino, defendida pelo estratego Dorímaco e pela frota romana, comandada por Públio Sulpício Galba. Trasladando-se para oeste, Filipe tomou Falara e a cidade portuária de Lâmia. Galba tomou Egina, uma ilha do Golfo de Salônica que os etolianos venderam ao rei de Pérgamo por trinta talentos, e passou a utilizá-la como base principal das operações contra a Macedônia no Mar Egeu.
Na primavera de 209 a.C., Filipe recebeu mais petições de ajuda de seus aliados da Liga Aqueia, no Peloponeso, que estava sendo atacada por Esparta e seus aliados da Liga Etólia. Também recebeu notícias da nomeação de Átalo I de Pérgamo como um dos líderes da Liga Etólia e de sua intenção de cruzar o Mar Egeu para a Ásia Menor. Filipe marchou para o sul da Grécia e, em Lâmia, enfrentou o outro líder da Liga Etólia, o estratego Fírrias, que era apoiado por tropas auxiliares romanas e algumas unidades de Pérgamo. Filipe venceu duas batalhas sucessivas frente ao seu inimigo e obrigou que os gregos se retirassem para o interior das muralhas depois de infligir-lhes graves perdas.

### Negociações de paz

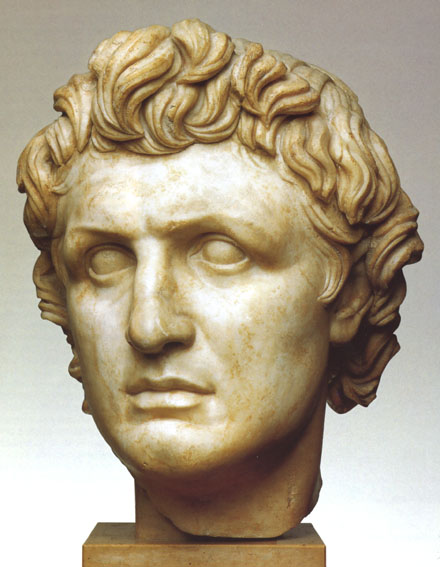
Átalo I de Pérgamo

De Lâmia, Filipe  dirigiu-se para Falara. Ali se reuniu com os representantes dos estados neutros do conflito: Egito, Atenas e Quios, interessados no final da guerra, pois esta afetava seriamente o comércio, atividade econômica mais importante destes países. Às negociações acudiu ao líder etoliano Aminador, com o que Filipe negociou e assinou uma trégua de 30 dias.
A partir dali, Filipe marchou para bloquear o possível desembarque de Átalo I e voltou para reunir-se com os etolianos. A conferência foi interrompida pela chegada de notícias de que Átalo conseguira desembarcar em Egina e que a frota romana estava em Naupato. Os representantes etolianos indicaram a Filipe que devia ceder Pilos a Mesénia, Atintânia aos romanos e Ardieus a Pleuratos e Escerdilaidas. Filipe saiu indignado da conferência alegando que "embora buscasse verdadeiramente a paz, os etolianos apenas buscavam um pretexto para recrudescer a guerra."

### Retomada das hostilidades
Partindo de Naupato, Sulpício navegou para leste  de Corinto e Sicião, e realizou rápidas incursões na região. Filipe surpreendeu os romanos com sua cavalaria e fê-los fugir para as suas próprias embarcações. Os romanos, com Sulpício à frente, foram obrigados a voltar para Naupato.
Em seguida, Filipe juntou-se, perto de Dyme, ao general de Acaia, Ciclíadas, para dirigir um ataque conjunto à cidade de Élis, base da Liga Etólia contra seu país. Contudo, Sulpício já havia navegado para Cilene e conseguido reforçar a cidade com 4 000 legionários romanos antes do cerco. Filipe dirigiu o ataque da cavalaria contra o inimigo, mas foi derrubado de seu cavalo e, após uma encarniçada batalha, na qual os macedônios foram derrotados, conseguiu escapar. Após esta derrota, Filipe capturou a cidadela de Fírico, tomando 4 000 prisioneiros e 20 000 animais. Quando teve notícias de novas incursões na Ilíria, Filipe abandonou a Etólia e voltou para Demétrias, na Tessália.
Enquanto isto, Sulpício Galba havia navegado pelo Egeu para se juntar a Átalo I em Egina, onde invernou. Em 208 a.C., Átalo e Sulpício combinaram a sua frota, composta por 25 navios de Roma e outros 35 de Pérgamo, e tentaram, sem sucesso, tomar Lemnos, mas só conseguiram ocupar a ilha próxima de Parapetos (Skolas), que era macedônica.
Após esta vitória, Átalo e Sulpício reuniram-se em Heracleia Traquínia com o conselho de líderes da Liga Etólia, que incluíam os estados neutros do Egito ptolemaico e Rodes, que continuavam tentado conseguir o fim do conflito. Quando Filipe teve notícias da conferência, marchou rapidamente para sul e tentou capturar os líderes inimigos reunidos, mas chegou tarde demais.
Rodeado pelos seus inimigos, Filipe foi obrigado a adotar uma nova política defensiva. Distribuiu os seus comandantes e líderes militares por todo o território macedônico e estabeleceu um sistema de fogueiras por todas as cidades importantes para informarem dos movimentos dos inimigos.
Depois de partir de Heracleia Traquínia, Átalo e Sulpício saquearam Oreus, ao norte da Eubeia e Opunte, a cidade principal da região oriental da Lócrida. As riquezas de Oreus apropriadas por Sulpício e as de Opunte, por Átalo. Sulpício partiu para confiscar os resultados do saque de sua cidade e Filipe, avisado pelo sistema de fogueiras, atacou e tomou Opunte. Átalo escapou por pouco de ser capturado.

## Fim do conflito
Apesar de considerar a fuga de Átalo como uma pequena derrota, Filipe notou que a guerra estava outra vez mudando de lado. Átalo foi obrigado a voltar para Pérgamo, onde permaneceu quando soube que o rei da Bitínia, Prúsias I, parente de Filipe, estava se mobilizando contra Pérgamo. Sulpício, enquanto isso, voltou para Egina. Livre da pressão das frotas combinadas de Roma e Pérgamo, Filipe pôde retomar a ofensiva contra os etolianos. Capturou a cidade de Trônio, à qual se seguiram as fortalezas de Titrônio e Drimeia, a norte de Cépsio. Filipe também retomou o controle de Oreus.
Os estados neutros, duramente impactados por causa do comércio, continuaram pressionando ambos os lados tentando conseguir um tratado de paz. Em Elateia, Filipe recebeu os embaixadores de Rodes, Egito, Bizâncio, Quios, Mitilene e, possivelmente, Atenas, além de alguns líderes etolianos. A guerra estava pendendo cada vez mais do lado de Filipe, porém os etolianos não estavam dispostos a assinar um acordo de paz com as imposições abusivas do monarca macedônico. Contudo, após três meses mais de conflito, os etolianos viram-se obrigados a assinar uma paz desfavorável sem o consentimento de Roma a fim de conservarem seu próprio território (206 a.C.). 
Na primavera seguinte, os romanos enviaram Públio Semprônio Tuditano à frente de 35 navios e 11 000 homens até Dirráquio, na Ilíria, onde incitou a revolta contra Filipe entre os partinos e cercou Dimale. Contudo, quando Filipe chegou, Semprônio levantou o cerco e refugiou-se atrás das muralhas de Apolônia, a partir de onde tentou, sem sucesso, convencer os etolianos a voltar para a guerra. Sem mais aliados na Grécia, mas cumprindo o objetivo de evitar que Filipe apoiasse Aníbal na guerra contra Roma, o senado estava preparado para assinar a paz. Um tratado foi assinado em Fenice, em 205 a.C., conhecido como "Paz de Fenice", encerrando oficialmente a Primeira Guerra Macedônica depois de nove anos.